# Sempronia
Sempronia (m. después del 101 a. C.) fue una noble romana que vivió en los tiempos de la República romana media y tardía,  hermana de Tiberio Graco (m. 133 a. C.) y Cayo Graco (m. 121 a. C.), y esposa del general romano Escipión Emiliano.

## Trayectoria

### Familia
Sempronia fue la hija mayor superviviente del cónsul y censor romano Tiberio Sempronio Graco y su esposa Cornelia. Sus hermanos menores fueron los políticos romanos Tiberio y Cayo Graco. Sus abuelos maternos fueron el general Escipión el Africano y su esposa Emilia Tercia, y su tío-abuelo por parte de madre fue el general Lucio Emilio Paulo Macedónico. Su padre ganó reputación como general, obtuvo un triunfo en Cerdeña, y se le conocía como un censor estricto muy popular.

### Infancia
Sempronia nació en Roma alrededor del año 170 a. C., y fue criada y educada allí por su madre. Su padre murió repentinamente en 154 a. C., y es probable que la comprometiesen mientras él aún vivía al primo carnal de su madre por vía materna Escipión Emiliano quien era su primo carnal por adopción (de su tío materno). A la muerte de su padre, sus hermanos menores fueron  criados y educados, en parte, en la casa de Escipión que era rico y cultivaba un círculo de gustos literarios y extranjeros conocidos  como el círculo de los Escipiones. Cuando Sempronia tenía 17 o 18 años, y probablemente para el año 151 a. C. (cuando Escipión el Joven se marchó a Hispania), que se casó con Escipión Emiliano, que llegaría a ser un famoso general. 

### Matrimonio
Algunos relatos históricos afirman que Sempronia y Escipión tuvieron un matrimonio muy infeliz. No mostraban ningún afecto el uno por el otro, y Escipión se quejaba de su falta de belleza y su esterilidad. Se sabe que Sempronia no tuvo hijos en su matrimonio. Nada se sabe de su vida privada o carácter, pero presumiblemente ambos fueron irreprochables. Esos mismos relatos históricos afirman que la pareja no estaba de acuerdo con el trato de Escipión de su joven primo y anterior pupilo Tiberio Graco, quien había intentado un arreglo para Numancia y sacó a todo un ejército romano de la cautividad. Escipión denunció el tratado en el Senado, y aunque Graco se salvó del castigo, guardó resentimiento contra Escipión y sus aliados de entonces en adelante. Se alió con el rival político de Escipión Apio Claudio Pulcro, quien era el princeps senatus y censor en 136 a. C. y otros hombres influyentes aliados con él por matrimonio, y se convirtió en tribuno de la plebe para implementar un programa de reformas radical que amenazaban con menoscabar el orden socioeconómico y político.
En 133 a. C., Tiberio Graco y algunos de sus seguidores fueron muertos a garrotazos en Roma. La masa conservadora que los atacó estuvo liderada por un pariente cercano, el primo de Sempronia y Escipión Publio Cornelio Escipión Nasica Serapión, quien era pontífice máximo. Escipión estaba entonces lejos, en Hispania, asediando con éxito Numancia, y a su regreso, se dice que comentó que Tiberio había intentado convertirse en el rey de Roma, y de esta manera implicó que la muerte de Graco estaba justificada por la mos maiorum. En aquella época, se atribuyó a Escipión el haber arreglado el asesinato o, al menos, haberse confabulado con él. 
Escipión fue considerado responsable indirectamente por la muerte de su cuñado, o al menos, por no perseguir a los responsables de la muerte de ciudadanos romanos en las cercanías del Senado. Esto, junto con su falta de tacto al hablar al pueblo de ahí en adelante, llevó a un descenso en su popularidad entre los votantes romanos. Sin embargo, aún era un orador efectivo e influyente en el Senado.

### Muerte de Escipión Emiliano
En 129 a. C., Escipión dijo a los aliados de los Graco, notablemente el tribuno Cayo Papirio Carbón, que él pretendía denunciar formalmente las reformas de Tiberio Graco, notablemente las propuestas agrarias. Carbón, entonces un tribuno de la plebe, había sido un defensor desde hacía tiempo, de Tiberio Graco, y en aquella época era un enemigo amargo de Escipión. Escipión regresó a casa y a la cama temprano, planeando hacer su discurso decisivo al día siguiente en el Senado. A la mañana siguiente, se le encontró muerto en la cama. 
No había historia de enfermedad. Su cuerpo fue quemado rápidamente, más que enterrado como era costumbre entre los Escipiones. Se difundieron rumores de que había sido asesinado, y su esposa de la que estaba separada, Sempronia y la madre de ella Cornelia fueron sospechosas. Sin embargo, la manera en que Escipión murió se desconoce, y no hay evidencia que pruebe que Sempronia estuvo involucrada. Lo que es sospechoso en la manera en la que el Senado respondió a la muerte repentina de un gran general.
Los académicos modernos sugieren que si Escipión fue asesinado, era probablemente Carbón quien fue responsable. El historiador y senador romano Cicerón, al escribir varias décadas después usando fuentes que estaban próximas al difunto Escipión, señaló a Carbón como la persona culpable, pero estaba menos seguro sobre si Sempronia facilitó a Carbón acceso a Escipión. Aquellos que creían que Escipión fue asesinado apuntan a la muerte, similarmente misteriosa, de otro primo, Publio Cornelio Escipión Nasica Serapión quien, incluso siendo pontífice máximo, había sido enviado a Asia Menor por el Senado, y quien murió misteriosamente en Pérgamo en 132 a. C.

### Últimos años
Sempronia vivió discretamente después de la muerte de su esposo con su madre. Después de que su hermano menor, quien se había convertido en heredero de Tiberio (después de que sus tres hijos murieran todos jóvenes), también muriese en 121 a. C., su propiedad fue confiscada por un vengativo Senado. Su madre Cornelia murió más tarde aquel año, dejando su patrimonio por una exención especial a su nieta pequeña, la niña Sempronia. Se sabe Sempronia estaba viva en 102-101 a. C., cuando se vio obligada a testificar en los tribunales por una persona que pretendía ser el hijo ilegítimo de Tiberio Graco, lo que ella negó con indignación. Rechazó besarlo en el foro y sus pretensiones.

## Representaciones culturales

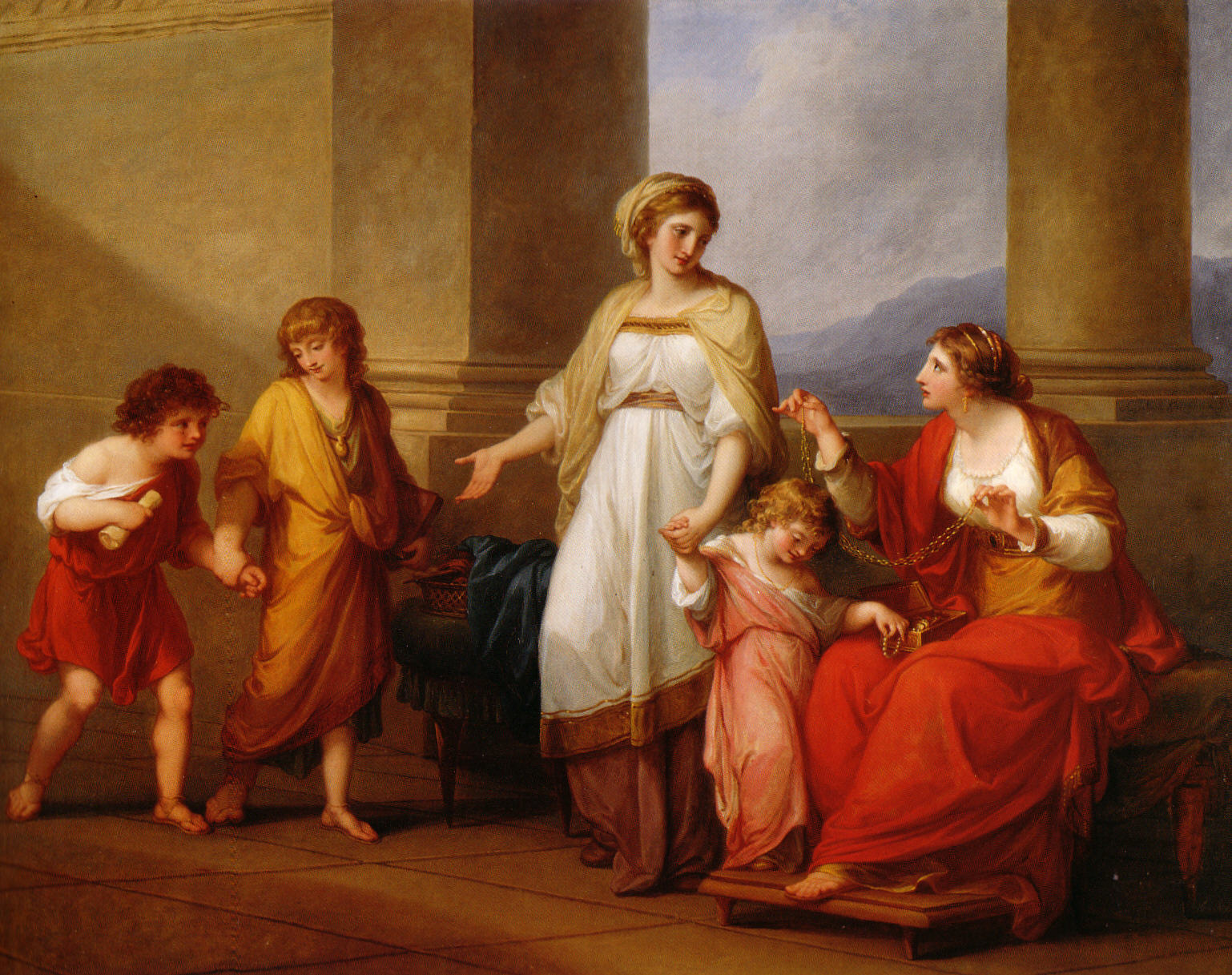
Angelica Kauffmann: Cornelia, madre de los Graco (óleo sobre lienzo, 101x127 cm) 1785, Museo de Bellas Artes de Richmond, Virginia.

Sempronia está representada en la pintura Cornelia, madre de los Graco, señalando sus hijos como sus tesoros por Angelica Kauffmann, artista europea del siglo XVIII. En esta pintura Sempronia aparece como una mujer joven, vestida de rosa y sosteniendo la mano de su madre. Esto demostraría la inocencia de Sempronia y la conexión que tenía con su madre, Cornelia.